# Superstitious
Superstitious е сингъл на шведската рок група „Юръп“. Пуснат е в албума „Out of This World“. Достига 31-во място в Billboard Hot 100 в САЩ, 9-о място в Mainstream Rock Tracks и 34-то място в UK Singles Chart.
Клипът е сниман в един стар замък в Лонг Айлънд, Ню Йорк. При изпълнение на турне през 1990-92 Юръп включват част от „No Woman. No Cry“ на Боб Марли в средата на песента.

## Състав
- Джоуи Темпест-вокал
- Джон Норъм-китара
- Джон Ливън-бас китара
- Мик Микели-клавир
- Иън Хогланд-барабани